# Le Salon du prêt-à-saigner
Pour plus de détails, voir Fiche technique et Distribution.
Le Salon du prêt-à-saigner est un téléfilm français réalisé par Joël Séria et diffusé dans le cadre de la série télévisée Série noire le 29 mars 1986 sur TF1.

## Synopsis
Dans le quartier du Sentier à Paris, une histoire de trafic d'armes dégénère en règlement de comptes entre bandes rivales.

## Fiche technique
- Titre français : Le Salon du prêt-à-saigner
- Réalisation : Joël Séria
- Scénario : Didier Haudepin, Édouard Niermans et Sylvain Saada d’après le roman éponyme de Joseph Bialot
- Pays d'origine : France
- Format : Couleurs
- Genre : Policier
- Date de sortie : 1986

## Distribution
- Hugues Quester : Gabriel
- Jeanne Goupil : Térésa
- Jean-Paul Muel : Salomon
- Camille Trouvé : Justine
- Christian Bouillette : Léon
- Luc Florian : Kémal
- Jean-Pierre Castaldi : Chichin
- José Camacho : Paco
- Alexandre Tamar : Miguel
- Rodolfo De Souza : Luis
- Samir Antoun
- Ismet Aydinak
- Bibiche
- Wally Chetout
- Idel Coelho
- Yann Collette
- Ralf Dursun
- Melih Duzenli
- Roland Fortin
- Hykmet Karca
- Cherif Kid Alaoui
- Isil Lasapoglu

## Autour du téléfilm
- Il s’agit de la première adaptation d’un roman de Joseph Bialot pour cette série, avant les épisodes Le Manteau de Saint-Martin et Une gare en or massif.
- C’est le second épisode réalisé par Joël Séria, après Pour venger pépère en 1985, et avant Gueule d’arnaque en 1989. L’actrice Jeanne Goupil joue dans ces trois téléfilms.

## Source
- Claude Mesplède  et Jean-Jacques Schleret (Éd. rév. de: SN, voyage au bout de la Noire), Les auteurs de la Série noire, 1945-1995, Nantes, Joseph K, coll. « Temps noir », 1996, 627 p. (ISBN 978-2-910-68611-6, OCLC 300207570), p. 583.